# Rafael Cordeiro
Rafael Cordeiro (1 de junho de 1973 em Curitiba) é um ex-lutador brasileiro de muay thai, kickboxing e MMA e hoje treinador na Kings MMA na California, Estados Unidos.
Foi um lutador afiliado a academia Chute Boxe onde lutou MMA e Muay Thai. Ele foi Tricampeão Brasileiro de Muay Thai e campeão Peso Leve no International Vale Tudo Championship (IVC).
Depois de se retirar das lutas ele continuou a carreira como treinador na Chute Boxe e treinou vários campeões mundiais e competidores incluindo José Landi-Jons, Anderson Silva, Wanderlei Silva, Maurício Rua, Murilo Rua, Fabricio Werdum, entre outros. Deixou a Chute Boxe em 2009 para abrir sua própria academia, a Kings MMA em Huntington Beach,California, nos Estados Unidos, mas continua a treinar vários de seus ex-alunos no Brasil como Wanderlei,Mauricio e Werdum e agora tem como novos estudantes como Jake Ellenberger,Mark Muñoz e Jason Miller. Cordeiro também é treinador do campeão peso leve do UFC Rafael dos Anjos.
Em 1999, Cordeiro deixou de competir profissionalmente e iniciou sua carreira como treinador em tempo integral na Chute Boxe, onde permaneceu até 2009. Em 2008 mudou-se para os Estados Unidos e em 2010 abriu sua própria academia, Kings MMA em Huntington Beach, Califórnia.
Em 2012, ganhou o prêmio de melhor técnico e de melhor academia do mundo.
Foi eleito o melhor treinador do ano de 2015 no World MMA Awards.

## Cartel
| Total         | Total   | 4 Vitórias | 2 Derrotas |
| ------------- | ------- | ---------- | ---------- |
| 6 lutas       | Nocaute | 1          | 1          |
| Finalização   | 2       | 0          |            |
| Decisão       | 1       | 0          |            |
| Empate        | 0       | 0          |            |
| Sem Resultado | 0       | 0          |            |

| Resultado | Oponente           | Método                    | Evento                            | Data                   | Round | Tempo | Nota |
| Derrota   | Rumina Sato        | Finalização (Kneebar)     | VTJ 1999 - Vale Tudo Japan 1999   | 11 de dezembro de 1999 | 1     | 0:58  |      |
| Vitória   | Henry Matamoros    | Decisão (Unanime)         | IVC 9 - The Revenge               | 20 de janeiro de 1999  | 1     | 30:00 |      |
| Derrota   | Sergio Melo        | DQ (Segurando nas Cordas) | IVC 7 - The New Champions         | 23 de agosto de 1998   | 1     | 11:33 |      |
| Vitória   | Altair de Oliveira | Finalização (Mata-Leão)   | BVF 4 - Circuito de Lutas 7       | 1 de agosto de 1996    | 1     | 2:24  |      |
| Vitória   | Cosminho da Silva  | Finalização (Mata-Leão)   | BVF 4 - Circuito de Lutas 7       | 1 de agosto de 1996    | 1     | 3:38  |      |
| Vitória   | Daniel Daniel      | Nocaute (Corte)           | CP X CB - Capoeira vs. Chute Boxe | 29 de agosto de 1993   | 1     | 0:42  |      |